# أروشا

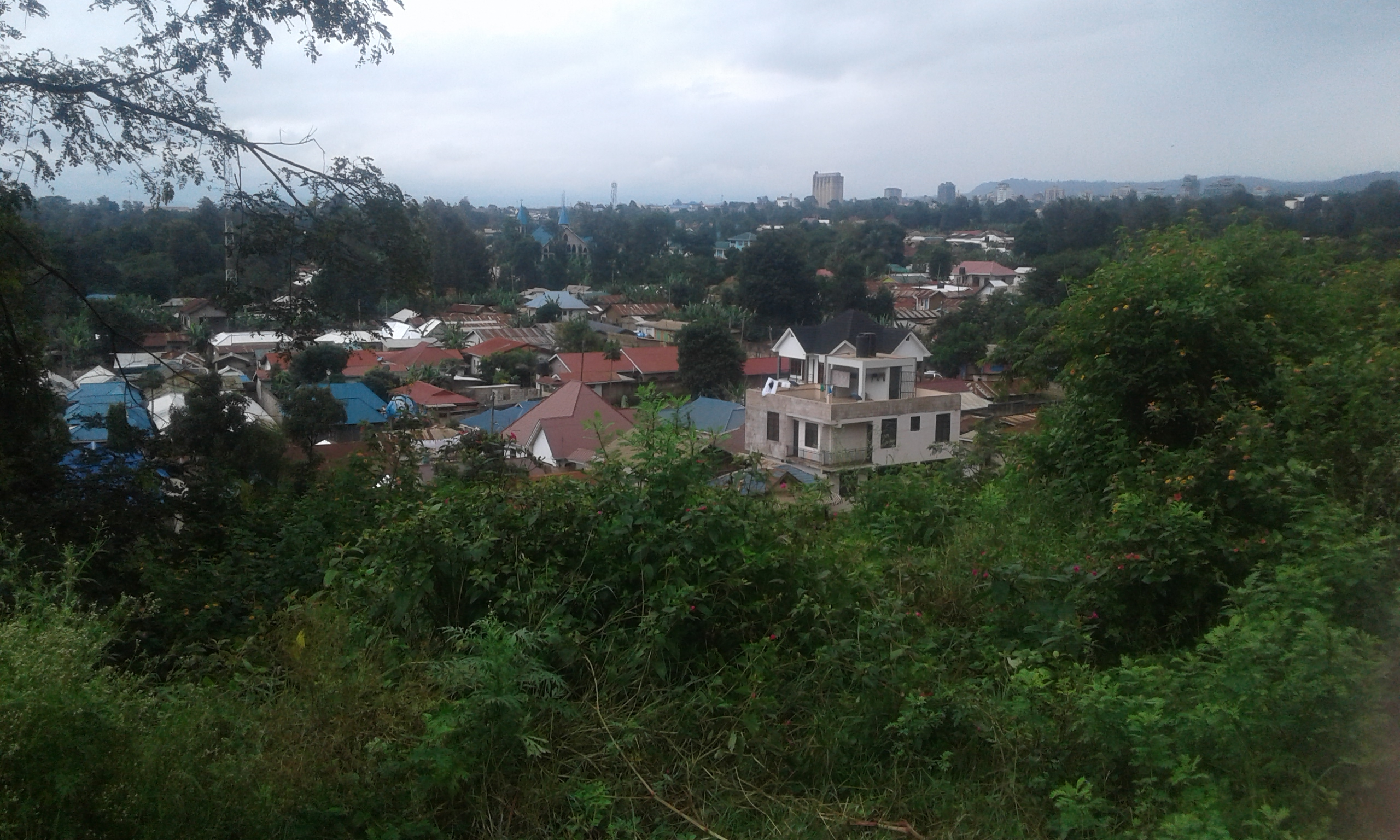
بعض المناظر الطبيعية في مدينة اروشا

أروشا هي مدينة في شمال تنزانيا تحيطها بعض المناظر الطبيعية، والتي تعد الأكثر شهرة في أفريقيا, وتضم العديد من المتنزهات الوطنية. تقع المدينة أسفل جبل ميرو على الحافة الشرقية للفرع الشرقي من وادي الصدع العظيم، تتمتع بمناخ لطيف، تقرب المدينة من سيرنغيتي ، و فوهة نغورنغورو ، و بحيرة منيارة, وأولدوفاي جورغ، وحديقة تارانجير الوطنية، وجبل كليمنجارو، هذا بالإضافة إلى حديقة أروشا الوطنية في جبل ميرو. أروشا هي عاصمة منطقة أروشا ويبلغ عدد سكانها 1,288,088 (تعداد عام 2002). منذ عام 1994، واستضافت المحكمة الجنائية الدولية لرواندا.

## المناخ
برغم قربها الشديد لخط الاستواء, إلا أن ارتفاع المدينة ب1,400 م عن سطح البحر, يجعل طقسها لطيف، فتستقر درحة الحرارة متوسط من 13 إلى 25 درجة، إنها متميزة بالمواسم الرطبة والجافة، الخبرات والرياح السائدة الشرقية الآتية من المحيط الهندي، بضع مئات من الأميال شرقاً. تقريباً داخل المدينة بأكملها، الذهاب إلى الجنوب هو دائما إلى أسفل التل. الأديان المستخدمة في أروشا هي الكاثوليكية، والإنجيلية واليهودية والإسلام، والهندوسية.

## تاريخ

### التاريخ الحديث
تم توقيع الاتفاقية التي منحت تنزانيا استقلالها من المملكة المتحدة في أروشا، في علم 1967. وفي عام 1993, تمت أول مفاوضات للقبائل المتناحرة في دولة رواندا، فقررت الأمم المتحدة في عان 1994, بأن تستضيف أروشا المحكمة الجنائية الدولية لرواندا، ومع تأسيس هذة المحكمة، انعكس الأمر على سكان أروشا المحليين، وبالرغم من أن من المقرر أن تنتهي المحكمة من العمل بحلول عام 2010, إلا أنه لم يحدد معاد بعد.
في الأول من يوليو عام 2006, تم تصنيف أروشا كمدينة رسمياً.

## المدن الشقيقة
- مورزوشلاغ، النمسا.
- كانزاس سيتي، ميزوري، الولايات المتحدة.
- دورهام، كارولاينا الشمالية، الولايات المتحدة.

## أعلام
- داني مرواندا